# Moss Point
Moss Point é uma cidade localizada no estado americano de Mississippi, no Condado de Jackson.

## Demografia
Segundo o censo americano de 2000, a sua população era de 15.851 habitantes.
Em 2006, foi estimada uma população de 14.583, um decréscimo de 1268 (-8.0%).

## Geografia
De acordo com o United States Census Bureau tem uma área de
69,4 km², dos quais 64,8 km² cobertos por terra e 4,6 km² cobertos por água.

## Localidades na vizinhança
O diagrama seguinte representa as localidades num raio de 12 km ao redor de Moss Point.